# دریه، سوریه
دریه (به عربی: الدریة) یک روستا در سوریه است که در ناحیه درکوش واقع شده‌است. دریه ۶۵۱ نفر جمعیت دارد.